# Nonancourt
Nonancourt is een gemeente in het Franse departement Eure (regio Normandië). De plaats maakt deel uit van het arrondissement Évreux. Nonancourt telde op 1 januari 2022 2.300 inwoners.

## Geografie
De oppervlakte van Nonancourt bedroeg op 1 januari 2022 7,21 vierkante kilometer; de bevolkingsdichtheid was toen 319 inwoners per km².

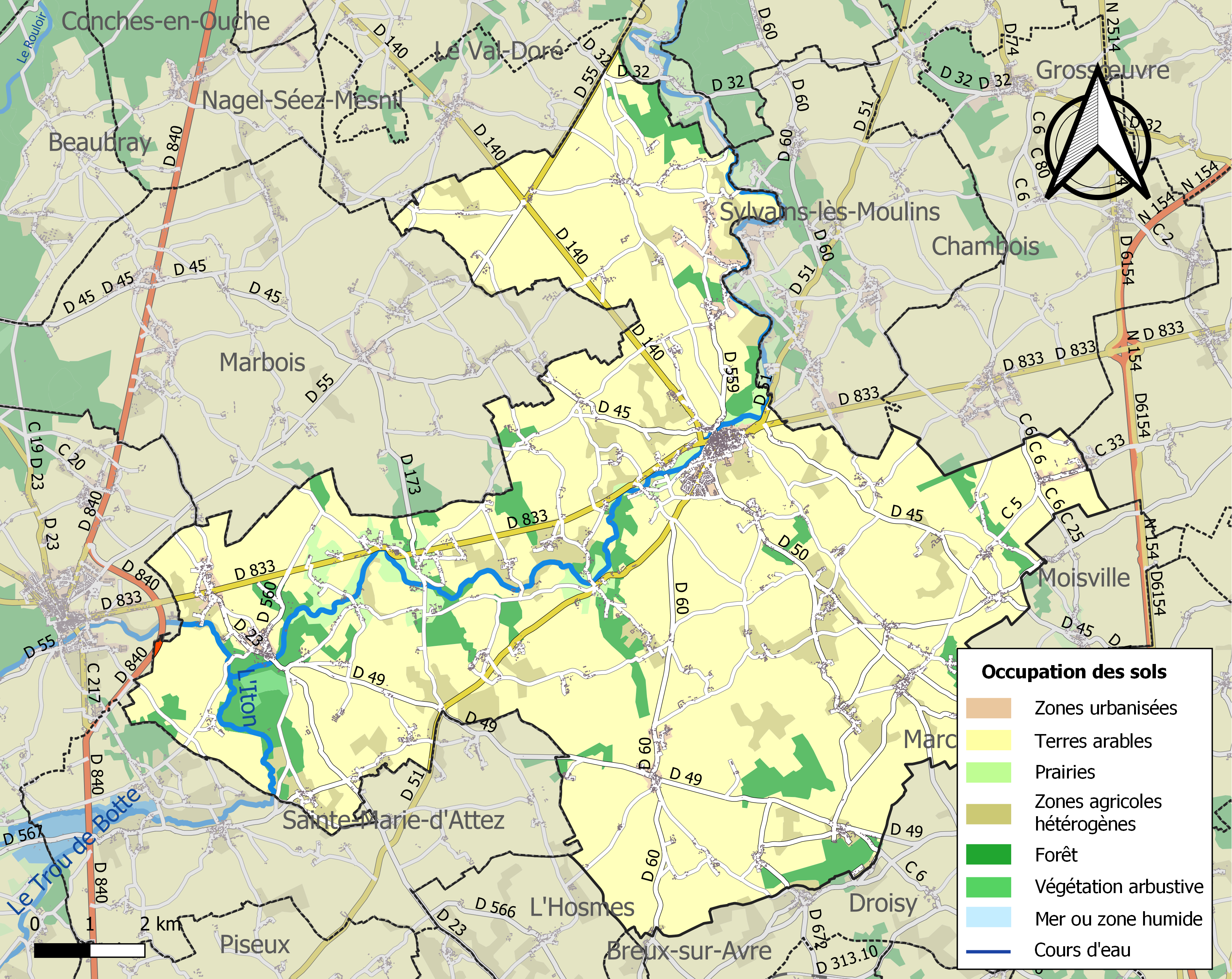
Kaart van de gemeente met belangrijkste infrastructuur, bodemgebruik en omliggende gemeenten

## Verkeer en vervoer
In de gemeente ligt spoorwegstation Nonancourt.

## Demografie
Onderstaande figuur toont het verloop van het inwonertal (bron: INSEE-tellingen).